# پیکید
پیکید (به انگلیسی: Piceid) با فرمول شیمیایی C20H22O8 یک ترکیب شیمیایی با شناسه پاب‌کم 61744 است. که جرم مولی آن ۳۹۰٫۳۸۴ گرم بر مول می‌باشد. 